# Nikolái Shinkarenko
Nikolái Vsévolodovich Shinkarenko (óblast de Kubán, 5 de diciembre de 1889 - San Sebastián, 21 de diciembre de 1968) fue un líder militar ruso y español de origen ucraniano que fue mayor general del Ejército Voluntario, héroe de la Primera Guerra Mundial, participante en la primera guerra de los Balcanes y guerras civiles de Rusia y España. A su vez, en el exilio se desempeñó como periodista y escritor bajo el seudónimo literario Nikolái Belogorski.

## Biografía
De nobleza hereditaria y originario de la región de Kuban, Shinkarenko era hijo de un abogado militar, el teniente general Vsévolod Shinkarenko, que sirvió en el departamento judicial militar y fue fusilado por una checa. Recibió su educación general en el gimnasio masculino de Perm. En agosto de 1906, tras aprobar el examen, entró en el servicio militar en la Escuela de Artillería de Mijailovskoye, San Petersburgo, como cadete de rango privado y desde octubre de 1907, cadete con rango de suboficial. Después de completar un curso completo de tres clases en la escuela en 1.ª categoría, en agosto de 1909 fue ascendido a segundo teniente, asignado a servir en la 1.ª división de artillería de montaña y caballería de la brigada de caballería de Ussuriisk, estacionada en el pueblo de Spasskoye en el óblast de Primorie.
Al llegar a la división, fue designado oficial subalterno de la segunda batería. En abril de 1911 fue enviado durante seis meses a la Administración de la Brigada de Caballería de Ussuriisk para recibir entrenamiento en artillería. En agosto del mismo año 1911 fue ascendido a teniente.  Desde julio de 1912 fue asignado al regimiento Nerchinsk del Ejército cosaco de Transbaikal.
Con el estallido de la primera guerra de los Balcanes, Shinkarenko se ofreció como voluntario para unirse al ejército búlgaro para luchar contra el Imperio otomano. Sirvió en la artillería y fue condecorado con la Orden Búlgara del Valor en 4.º grado, por su distinción durante el asedio de Adrianópolis.

### Primera Guerra Mundial
A partir de 1914 participó en la Primera Guerra Mundial en el frente suroccidental como parte del 12.º Regimiento de ulanos de Bélgorod de la 12.ª División de Caballería. El 10 de junio de 1915 resultó herido y el 12 de junio fue evacuado para recibir tratamiento.  En julio de 1915, Shinkarenko fue ascendido a capitán de Estado Mayor por su serivicio y en mayo de 1916, a capitán.  En junio de 1917 fue nombrado comandante superior de la Administración de Retaguardia de las tropas rusas en Francia, logrando el ascenso a teniente coronel en agosto de ese año.

### Guerra civil rusa
Después de la revolución de Octubre en Petrogrado, Shinkarenko participó activamente en el movimiento blanco. En noviembre de 1917, fue uno de los primeros en unirse al Ejército de Voluntarios, participando en la defensa de Rostov del Don. En febrero de 1918, resultó gravemente herido mientras reemplazaba a un ametrallador en un tren blindado durante una batalla cerca de Novocherkask, ocultándose durante la primera campaña de Kubán. Durante la segunda campaña de Kubán, comandó un destacamento y luego de un regimiento de montañeses del Cáucaso por recomendación del general Piotr Wrangel. Después del fallido asalto a Tsaritsin a principios de junio de 1919 por parte del Ejército del Cáucaso de Wrangel, durante el cual la división de Svodnogorsk sufrió grandes pérdidas en su personal de mando, el general Wrangel lo nombró comandante de esta división. El 23 de agosto de 1919, el coronel Shinkarenko atacó por iniciativa propia a la 28.ª división, que ya estaba entrando en Tsaritsin, y le infligió grandes pérdidas. El 29 de agosto de 1919, en una batalla con la brigada de la 4.ª División de Oka Gorodovikov, la división del Coronel Shinkarenko y la 4.ª división de Kubán derrotaron al grupo Oriol del 10.º Ejército del Ejército Rojo y lo empujó hacia atrás más allá de Dubovka, eliminando así la amenaza que se cernía sobre Tsaritsin.
En Crimea, mientras reorganizaba las Fuerzas Armadas de Rusia del Sur, el general Wrangel ascendió al coronel Shinkarenko a mayor general y lo nombró comandante de una brigada de caballería separada. La brigada del general Shinkarenko se distinguió especialmente en las batallas del 12 al 17 de agosto de 1920, cerca de Sirogozi, en el norte de gobernación de Táurida. Fue condecorado con la Orden de San Nicolás el Taumaturgo y nombrado comandante de la División Nativa de las Tierras Altas.
Después de ser evacuado de Crimea en noviembre de 1920, vivió primero en Serbia, brevemente en Alemania y, finalmente, desde finales de la década de 1920, en Niza (Francia), donde se dedicó a la obra literaria.
Según el erudito literario B. V. Sokolova, Nikolai Shinkarenko podría haberse convertido en el prototipo del coronel Nai-Tours de la novela de Mijaíl Bulgákov La Guardia Blanca.

### Guerra civil española
Shinkarenko participó en la guerra civil española desde el 12 de febrero de 1937 como parte de un pequeño grupo de emigrantes rusos, cruzó los Pirineos y llegó a España. Integrado en los requetés, se distinguió en combates en la Ofensiva del Norte, siendo herido en la cabeza el 3 de abril de 1937 durante el asalto a Peña de Ambota. Fue ascendido a teniente y al recuperarse, fue recibido por el propio Francisco Franco. A pesar de los intentos de los voluntarios rusos y ucranianos para lograr la creación de una unidad rusa separada, incluso con la ayuda de Shinkarenko, los franquistas no hicieron concesiones. Para Shinkarenko, el resultado del encuentro con Franco fue un nombramiento en la Legión Extranjera, la Legión de Voluntarios Blancos. Al final de la guerra participó en la ofensiva de Aragón.
En esa época, Nikolái Belogorski publicó en la revista <i>Chasovoy</i>  y en otros órganos de la prensa emigrada, escribiendo numerosos artículos sobre la guerra civil en España.

### Después de la guerra
Tras su victoria sobre los republicanos y su ascenso al poder en 1939, el general Franco le concedió como teniente de las fuerzas armadas españolas, una pensión y la ciudadanía española. Shinkarenko aprovechó todo esto y se quedó a vivir en el norte de España, en San Sebastián, donde continuó su labor literaria. Se mostró muy decepcionado por la escasa participación de los emigrantes rusos en la guerra civil española y acusó a la diáspora de pasividad. En 1957 escribió:
Tras el ataque de Alemania a la Unión Soviética, adoptó una postura marcadamente antihitleriana, algo raro y excepcional si comparamos la elección de la mayoría de sus compañeros de la guerra civil española, que se incorporaron a la División Azul como traductores.
El 21 de diciembre de 1968, Nikolái Shinkarenko fue herido mortalmente atropeyado por un camión, siendo enterrado en el cementerio local de San Sebastián. 

## Premios
- Medalla "En memoria del 300 aniversario del reinado de la Casa Romanov" (1913).
- Orden de Santa Ana, 4.º grado, con la inscripción "Por la valentía" (  desde el 25.02.1915).
- Orden de San Vladimir, 4.º grado con espadas y arco (VP desde el 06.03.1915).
- Orden de San Estanislao, 3.er grado con espadas y arco ( (VP desde el 17.04.1915).
- Orden de San Estanislao, 2.º grado con espadas (VP desde el 29/06/1915).
- Orden de Santa Ana, 3.er grado, con espadas y arco (aprobada por el Consejo Supremo el 23 de diciembre de 1915).
- Arma de San Jorge (aprobada por VP el 07.02.1916):...por el hecho de que, mientras estaba asignado al 12 ° Regimiento de Uhlan de Belgorod, en una batalla el 10 de junio de 1915 cerca del pueblo. Rudzviyany, al mando de un medio escuadrón desmontado, se apresuró a correr al flanco del enemigo que avanzaba con fuerzas superiores al frente de un medio escuadrón, fue gravemente herido por 3 balas, pero los lanceros, inspirados por su ejemplo, derrocaron al enemigo y así permitieron al regimiento atacar al enemigo a lo largo de todo el frente, lo que condujo a una victoria decisiva.[11]
- Orden de Santa Ana, 2.º grado con espadas (aprobada por el Consejo Supremo el 17 de noviembre de 1916).
- Orden de San Nicolás el Taumaturgo (1920).

- Orden Búlgara del Valor, 4.º grado (1913).